# Ataque de Sangīn
El Ataque de Sangin ocurrió cuando miembros de Ejército de Afganistán erróneamente arremetieron disparando obuses de mortero durante la celebración de una boda en distrito de Sangīn, en la sureña provincia de Helmand. Causaron la muerte de 17 presentes e hirieron a 49. El lugar es bastión del Talibán. Cuatro soldados, entre ellos un comandante, afrontarán cargos.